# Petar Brajović (generalpodpolkovnik)
Petar Brajović, črnogorski general in vojaški pilot, * 29. junij 1915, † 20. november 1991.

## Življenjepis
Pred vojno je končal Vojaško akademijo in Pilotsko šolo (1940). Leta 1941 je vstopil v NOVJ in KPJ. 
Po vojni je končal šolanje na Višji vojaški akademiji JLA. Med drugim je bil poslanec Narodne skupščine SR Srbije.

## Odlikovanja
- Red narodnega heroja
- Red vojne zastave
- Red partizanske zvezde
- Red zaslug za ljudstvo
- Red bratstva in enotnosti